# Andreas Casado
Andreas Casado (Estocolmo, Suecia, 10 de septiembre de 1982) es un guitarrista de black metal sueco. Es conocido por ser el guitarrista fundador de la banda de Depressive suicidal black metal, llamada Silencer, que formó en 1995, junto al cantante Nattramn. En esta agrupación, utilizó el seudónimo de "Leere" (Vacío en alemán).
Tras un EP de una sola canción en 1998, Leere y Nattram, editan el álbum debut Death - Pierce Me en 2001. Tras la salida de dicho material y a los problemas psiquiátricos de su vocalista Nattramn, Silencer se separa en 2001.
Entre los años 2005 y 2006, participó como guitarrista de la banda Shining bajo el seudónimo "Casado" y compuso la letra de la canción «Eradication of the Condition» del álbum IV - The Eerie Cold.
En el año 2006, participó en la banda Zavorash, como compositor de la canción «Worthlessness» del álbum Nihilistic Ascension & Spiritual Death.

## Discografía
- 1998:Death - Pierce Me
- 2001:Death - Pierce Me
- 2006:IV - The Eerie Cold
- 2006:Nihilistic Ascension & Spiritual Death